# René Núñez Suárez
René Núñez Suárez (1945-46) es un ingeniero salvadoreño, reconocido por ser el creador de la turbococina un tipo cocina de bajo consumo energético que pretende disminuir alrededor del 95 % el consumo de leña. 

## Invención

### Desarrollo
A mediados de la década de 1990, Francisco Serrano persuadió a Núñez para que este escribiera un capítulo acerca de los recursos energéticos de El Salvador en el libro de bachillerato Historia natural y ecología de El Salvador. Núñez, al terminar de escribir dicho capítulo, se dio cuenta de que "la leña era el recurso energético más importante en el país". Tras hacer varias investigaciones, Núñez concluyó que no había nadie quien haya tratado el problema del consumo de leña, por lo que se propuso a hacer mediciones para crear un aparato que fuese sencillo, económico y minimizara el consumo de leña, el cual llevó a cabo en 1997 y lo bautizó como turbococina.
La turbocina (también llamada por Núñez como "la máquina que respira") consiste en un cilindro de acero inoxidable que en su interior tiene diez inyectores de aire, dos ventiladores eléctricos y una placa de acero que regula la entrada y salida de aire. Tiene un sistema de combustión presurizado, donde el calor que se produce se administra en un solo punto para así minimizar el uso de la leña del país en un 95%. Su desarrolló costó alrededor de un millón de dólares.
Núñez obtuvo reconocimiento internacional por su invención, resultando invitado para la Convención de Cambio Climático de la Naciones Unidas para la presentación de su turbococina.

### Disputa con inversores del proyecto
La comercialización de la turbococina se vio obstaculizada por conflictos con los inversores del proyecto (dos empresarios españoles y uno salvadoreño), a quienes Núñez acusó el 17 de septiembre de 2014 de intentar apropiarse de su invento, a raíz de un convenio firmado el 15 de julio de 2012 con el Fondo de Inversión Social para el Desarrollo Local (FISDL) con el que se buscaba la fabricación de 100 000 cocinas para escuelas y familias de escasos recursos de El Salvador. Núñez no figuraba como titular de la empresa creada para tal fin, llevándolo a presentar una denuncia contra los inversores. Los acusados aseguraron haber aportado más de $800 000 y más de 126 000 euros ($138 600) al proyecto entre 2009 a 2012 sin haber visto los resultados prometidos. El demandante también declaró que había invertido personalmente $4 millones de dólares a la iniciativa.
En septiembre de 2019, Núñez exigió a los inversores de su invento una indemnización de $12 o $20 millones de dólares por daños y perjuicios, por presuntamente privarlo del desarrollo de la patente y el derecho de explotación de la turbococina. Según la defensa, Núñez ya era «beneficiario del 60% de las utilidades, incluso más que los financistas y está documentado con la prueba de descargo presentada». En una de estas pruebas, indicaron que el demandante recibió $132 000 de los financistas españoles para desarrollar el proyecto, pero que el inventor lo abandonó sin dar mayor explicación. En octubre Núñez presentó cargos de estafa agravada y violación de privilegios de invención en perjuicio del patrimonio privado y de la propiedad industrial contra sus exinversores.
El juicio falló a favor de los empresarios el 16 de diciembre de 2019, al desestimar las pruebas en su contra. Asimismo, Núñez no había patentado su invento en el Registro de Comercio del Centro Nacional de Registros hasta 2018 y que los hechos presentados por el demandante fueron realizados con su consentimiento, sin que pudiera demostrar lo contrario. La defensa también demostró que contaba con derechos de explotación del producto y que «en ningún momento se le ha quitado la titularidad ni ninguna relevancia de su invención, él puede en cualquier momento explotarlo en manera y forma que lo estime conveniente». Núñez afirmó que apelará el fallo y que la razón por la que no patentó su invento fue porque el  Centro Nacional de Registros (CNR) detuvo el proceso por orden del entonces fiscal general Luis Martínez.

## Premios y reconocimientos
- En 1999, fue premiado por el  Centro Nacional de Registros (CNR) en el I Concurso Nacional de Inventores por la invención de la turbococina.[11][5]
- En 2002, el ingeniero Núñez fue galardonado en Nueva Delhi con el premio “Liderazgo en Tecnología del Clima 2002”, otorgado por la Iniciativa Tecnológica del Clima durante la Convención Marco de Cambio Climático de las Naciones Unidas.[12]
- El 7 de noviembre de 2002 fue reconocido por la Asamblea Legislativa como "Hijo Meritísimo de El Salvador", por "su destacada trayectoria científica e investigativa, al desarrollar la turbocombustión o combustión de baja temperatura, considerado un significativo descubrimiento en beneficio de la humanidad."[13][14]
- 2008: Premio Innovatium Praemium, del programa PROInnova, de FUSADES.[15]
- En noviembre de 2011, Núñez fue uno de los nueve finalistas del Launch 2011 Energy Innovators, organizado por USAID, el Departamento de Estado de los Estados Unidos y la NASA.[16][17]